# Ронні Стерн
Ронні Стерн (англ. Ronnie Stern, нар. 11 січня 1967, Сент-Агат-де-Мон) — колишній канадський хокеїст, що грав на позиції крайнього нападника.

## Ігрова кар'єра
Хокейну кар'єру розпочав 1987 року виступами за команду «Ванкувер Канакс».
1986 року був обраний на драфті НХЛ під 70-м загальним номером командою «Ванкувер Канакс».
Протягом професійної клубної ігрової кар'єри, що тривала 14 років, захищав кольори команд «Ванкувер Канакс», «Калгарі Флеймс» та «Сан-Хосе Шаркс».

## Статистика
| 1987–88    | «Ванкувер Канакс»                  | НХЛ | 15  | 0  | 0  | 0   | 52   |
| 1988–89    | «Ванкувер Канакс»                  | НХЛ | 17  | 1  | 0  | 1   | 49   |
| 1989–90    | «Ванкувер Канакс»                  | НХЛ | 34  | 2  | 3  | 5   | 208  |
| 1990–91    | «Ванкувер Канакс»—"Калгарі Флеймс" | НХЛ | 44  | 3  | 6  | 9   | 240  |
| 1991–92    | «Калгарі Флеймс»                   | НХЛ | 72  | 13 | 9  | 22  | 338  |
| 1992–93    | «Калгарі Флеймс»                   | НХЛ | 70  | 10 | 15 | 25  | 207  |
| 1993–94    | «Калгарі Флеймс»                   | НХЛ | 71  | 9  | 20 | 29  | 243  |
| 1994–95    | «Калгарі Флеймс»                   | НХЛ | 39  | 9  | 4  | 13  | 163  |
| 1995–96    | «Калгарі Флеймс»                   | НХЛ | 52  | 10 | 5  | 15  | 111  |
| 1996–97    | «Калгарі Флеймс»                   | НХЛ | 79  | 7  | 10 | 17  | 157  |
| 1998–99    | «Сан-Хосе Шаркс»                   | НХЛ | 78  | 7  | 9  | 16  | 158  |
| 1999–00    | «Сан-Хосе Шаркс»                   | НХЛ | 67  | 4  | 5  | 9   | 151  |
| 12 сезонів | Усього                             | НХЛ | 638 | 75 | 86 | 161 | 2077 |